# Mactra isabelleana
Mactra isabelleana é uma espécie de molusco bivalve do gênero Mactra, família Mactridae, ordem Veneroida. Habita o Rio da Prata, Maldonado, Montevidéo, Cabo San Antonio.
Sua valva possui coloração branca, creme, marrom ou amarelada, além de formato alongada a circular.